# Частка (мовознавство)
Ча́стка (лат. particula — «частка», «частинка») — незмінна службова частина мови, яка надає реченню чи окремим його членам додаткових смислових та модальних відтінків значення або служить для утворення окремих граматичних форм і нових слів. Членом речення не виступає.

## Походження назви
В українській мові термін «частка» з'являється тільки у 1926 році (як калька з partikula), закріпив його «Український правопис». Також існує легенда, що колись всі частки були «приклеєні» до інших слів, але потім їх відділили і з того часу вони стали просто частками[джерело?].

## Класифікація часток
Частки класифікуються за роллю в слові і в реченні на:
- формотворчі — служать для творення дієслівних форм: би, б — умовного способу; хай, нехай — наказового способу. Використовують і для утворення ступенів порівняння прикметників та прислівників: найкращий — якнайкращий, щонайкращий.
- словотворчі — служать для утворення нових слів, тому у складі похідних слів стали префіксами і суфіксами. Частки  аби-, де-, чи-, що-, будь-, -небудь, казна-, хтозна- беруть участь у творенні займенників і прислівників: хто-небудь, абиякий, щось, хтозна-де.
- заперечні — надають заперечного значення тому слову, перед яким стоять. З їх допомогою творяться заперечні речення.
- фразові (модальні) — вносять різні смислові відтінки в речення, а також виражають почуття і ставлення того, хто говорить до висловленого. До модальних часток належать:
  1. Вказівні (ось, осьде, он, от, ото, це, оце)
  2. Означальні (якраз, ледве, просто, прямо, власне, майже, саме)
  3. Заперечні (не, ні, ані)
  4. Обмежувально-вказівні (тільки, лише, хоч, хоч би, виключно)
  5. Підсилювально-видільні (і, й, та, таки, аж, навіть, вже, ж, же, бо)
  6. Наказові (хай, нехай, бодай, давай)
  7. Умовні (би, б, ну)
  8. Стверджувальні (так, отак, еге, авжеж, отож, гаразд)
  9. Питальні (чи, невже, хіба, та ну, що за)
  10. Порівняльні (мов, мовби, немов, наче, неначе, начебто, ніби, нібито)
  11. Окличні (як, що за)

| Частка   | Похідні слова                          |
| -------- | -------------------------------------- |
| ні (ані) | ніхто, ніде, ніякий, нічий, аніскільки |
| не       | невеселий, недалеко, неабиякий         |
| де       | дещо, деколи, деякий                   |
| аби      | абихто, абикотрий                      |
| чи       | чимало                                 |
| сь       | щось, кудись, чомусь, якогось, якийсь  |
| будь     | будь-який, будь-де                     |
| небудь   | хто-небудь, де-небудь                  |
| казна    | казна-скільки, казна-коли              |
| хтозна   | хтозна-де, хтозна-чий                  |

## Розряди часток за значенням
- формотворчі;
- словотворчі;
- заперечні;
- модальні.

| Класифікація | Частка                                                                                               | Пояснення                                                                                      | Приклад                                                                                              |
| ------------ | --- | ---------------------------------------------------------------------------------------------- | --- |
| Формотворчі  | би (б)                                                                                               | утворюють умовний спосіб дієслів.                                                              | сказав би, зробила б                                                                                 |
|              | хай, нехай                                                                                           | утворюють наказовий спосіб дієслів                                                             | хай радіє, нехай прийдуть                                                                            |
|              | ся, сь                                                                                               | утворюють зворотну форму дієслова                                                              | сміється, знайшовся                                                                                  |
|              | був, була, було                                                                                      | утворюють форму давноминулого часу                                                             | пригадав би, прийгла була, набридло було                                                             |
|              | най, що, як                                                                                          | утворюють найвищий ступінь порівняння прикметників і прислівників                              | найкращий, щонайменший, якнайвище                                                                    |
| Словотворчі  | будь, небудь, казна, хтозна, бозна, аби, де, чи, що, як, би, б, же, ж, -сь                           | утоворюють нові слова                                                                          | будь-як, абищо, хто-небудь, колись, щодня, якраз, чимало, казна-де, мовби, щоб                       |
| Заперечні    | не, ні, ані                                                                                          | заперечують висловлене                                                                         | не треба, ні про що, аніскільки                                                                      |
| Модальні     | питальні: чи, хіба, невже                                                                            | служать для оформлення запитання                                                               | Чи справді так було, чи, може, хтось збрехав? (Л. Глібов).                                           |
|              | стверджувальні: так, еге, еге ж, атож, аякже, авжеж                                                  | уживаються для підсилення висловленого стверджування                                           | Так, я хочу крізь сльози сміятися… (Л. Українка).                                                    |
|              | означальні: якраз, саме, справді, точно, власне, рівно, буквально                                    | увиразнюють значення слів                                                                      | Сиділи ми в садочку, там саме зацвітав і сипався з каштанів білий цвіт (Л. Українка).                |
|              | вказівні: от, це, ось, оце, то, ота, он, ген                                                         | додаткові вказівки на предмет, дію, місце                                                      | Онде балочка весело, в ній хороші красні села (Л. Українка).                                         |
|              | власне модальні: мов, мовляв, мабуть, ніби, навряд, навряд чи, наче, мовбито, ледве чи, ба, ой, ну й | надають певного емоційно-оцінного забарвлення висловлення (сумнів, невпевненість, впевненість) | Потоваришевали вона ледве чи не з першої зустрі- чі. Приголомшлива звістка наче скидалася на правду. |
|              | кількісні: приблизно, майже, чи не, мало не, трохи не                                                | вказують на кількість                                                                          | Цього клятого цапа побоювалося чи не півсела.                                                        |
|              | спонукальні: годі, бодай, -бо, -но, давай                                                            | спонукають до дії                                                                              | Біжи-но швидше, запізнюєшся! Годі балачок, берімося до роботи!                                       |
|              | видільні: навіть, тільки, хоч, хоча б, лише (лиш), лишень, аж, таки                                  | виділення окремих слів, посилення їх значення                                                  | Тоді, як, Господь, святая на землю правда прилетить, хоч на годиночку спочить… (Т. Шевченко).        |

## Правопис часток
Частки пишуться окремо, разом і через дефіс.
1. Частки «би (б), же (ж), то, ось, он» пишуться окремо від інших слів (сказав би, адже ж, що то за, ось коли, он який). Разом вони пишуться в складі сполучників та інших часток (авжеж, атож, аякже, таж, мовби, начебто). Залежно від вимови частки ось і он можуть писатися разом і окремо (осьде (ось де) і онде (он де)).
2. Разом пишуться частки «аби-, де, -сь, ані-, ні-, чи-, як-, що-, чим» (чимшвидше, якраз, ніскільки, анітрохи, дехто, абиде, хтось).
3. Через дефіс пишуться частки «казна-, хтозна-, будь-, -небудь, -бо, -но, -то, -от, -таки» (де-небудь, хтозна-який, як-от, ну-бо, пиши-но).
4. Пишуться окремо, якщо між часткою й словом, якого вона стосується, стоїть інше слово (аби до кого, що ж до, якби ж то, ну ж бо, все ж таки, будь на якому).